# Microgale fotsifotsy
Microgale fotsifotsy is een tenrek uit het geslacht Microgale. De wetenschappelijke naam van de soort werd voor het eerst geldig gepubliceerd door Jenkins, Raxworthy & Nussbaum in 1997. De soortaanduiding fotsifotsy is Malagassisch voor "bleek" en verwijst zowel naar de bleke voeten en staartpunt als naar de relatief lichte kleur van het lichaam. Het is mogelijk dat deze soort in feite uit twee verschillende soorten bestaat.

## Kenmerken
M. fotsifotsy is een vrij kleine, langstaartige Microgale. De zachte vacht is aan de bovenkant van het lichaam geelbruin, de onderkant lichtgrijs. De staart is van boven grijsbruin en van onderen licht grijsgeel, met een witte punt. De voeten zijn bruin, maar de vingers en tenen zijn lichter. De kop-romplengte bedraagt 63,9 tot 81,0 mm, de staartlengte 71,4 tot 94,0 mm, de achtervoetlengte 14 tot 18 mm, de oorlengte 11 tot 16 mm en de schedellengte 19,8 tot 21,6 mm.

## Voorkomen
De soort komt voor in de regenwouden van oostelijk Madagaskar.